# Morita Koki
Koki Morita (sinh ngày 8 tháng 8 năm 2000) là một cầu thủ bóng đá người Nhật Bản.

## Sự nghiệp câu lạc bộ
Koki Morita đã từng chơi cho Tokyo Verdy.